# 磷胺
磷胺（英語：Phosphamidon）是一种有机磷农药，有剧毒。学名为2-氯-3-二乙氨基甲酰-1-甲基乙烯基二甲基磷酸酯。该化合物最早于1960年报道。其商品是70%(Z)异构体和30%(E)异构体的混合物。